# Aglaja Veteranyi
Aglaja Veteranyi (17. května 1962 Bukurešť, Rumunsko – 3. února 2002 Curych, Švýcarsko) byla švýcarská spisovatelka a herečka.
Narodila se v Rumunsko-Maďarské cikánské rodině. Její otec byl klaun a matka artistka v cirkusu. Jejím mateřským jazykem byla rumunština. Už jako dítě vystupovala v cirkusu nejen v Evropě, ale také v Africe a jižní Americe. Roku 1977 emigrovala rodina do Švýcarska. Bez základního vzdělání se číst a psát německy naučila na prahu puberty, sama sebe označovala za autodidakta. Absolvovala hereckou školu v Curychu, kde také od roku 1982 žila jako spisovatelka a herečka na volné noze.
Publikovala v mnoha literárních novinách a časopisech, antologiích, hostovala doma i v zahraničí s divadelními a literárními projekty, většinou společně se svým životním partnerem Jensem Nielsenem. Trpěla depresemi v jejichž důsledku spáchala sebevraždu. Zemřela ve věku 40 let.
Psala romány, básně a hry. Zvláště její autobiografické texty, v nichž se zabývala svým těžkým dětstvím, byly literární kritikou vysoce ceněné.

## Literární díla
- Warum das Kind in der Polenta kocht (1999) literární debut
- Das Regal der letzten Atemzüge (2002)
- Vom geräumten Meer, den gemieteten Socken und Frau Butter (2004).